# 私立大学通信教育協会
公益財団法人私立大学通信教育協会（こうえきざいだんほうじん しりつだいがくつうしんきょういくきょうかい）は、大学通信教育の振興を目的とする日本の公益財団法人。

## 概要
学校教育法による大学通信教育の開始に伴い、1949年2月4日に財団法人大学通信教育協会として設立。その後、1952年に任意団体に移行し、1975年11月13日に財団法人私立大学通信教育協会となる。2010年5月31日、内閣府の公益認定等委員会により公益財団法人私立大学通信教育協会として認可される。

## 活動内容
大学通信教育の水準の維持向上と発展のため「大学通信教育ガイドライン」や、文部科学省の大学通信教育設置基準等に規定されているメディア授業について、各大学がより高い水準の教育に取り組むため「メディアを利用して行う授業に関するガイドライン」を協会独自に制定している。
また、加盟校による合同入学説明会を開催しているほか、社会人学生が勤務先に提出する面接授業（スクーリング）出席に係る勧奨状の発行も行っている。

## 加盟校
2025年現在、通信教育を行う37大学・13大学院・7短期大学の合計57校が加盟している。なお、通信教育を行う大学・大学院・短期大学の中には、当協会に加盟していない学校も存在するが、加盟・非加盟を問わず、全て文部科学省の認可を受けた正規の課程であることに注意されたい。

### 大学
- 法政大学
- 慶應義塾大学
- 中央大学
- 日本女子大学
- 日本大学
- 玉川大学
- 佛教大学
- 近畿大学
- 創価大学
- 明星大学
- 産業能率大学
- 愛知産業大学
- 京都芸術大学
- 帝京平成大学
- 北海道情報大学
- 大阪芸術大学
- 聖徳大学[注 2]
- 日本福祉大学
- 武蔵野美術大学
- 東北福祉大学
- 中部学院大学
- 東京福祉大学
- 奈良大学
- 星槎大学
- 神戸親和大学
- 東京未来大学
- 帝京大学
- 姫路大学
- 九州医療科学大学
- 環太平洋大学
- 早稲田大学
- 大手前大学
- 京都橘大学
- 日本医療大学
- 名古屋産業大学
- 岡山理科大学
- 東京経営大学

### 大学院
Mは修士課程（博士前期課程）、Dは博士課程（博士後期課程）を指す。
- 日本大学大学院（M・D）
- 佛教大学大学院（M・D）
- 明星大学大学院（M・D）
- 聖徳大学大学院（M・D）[注 2]
- 東北福祉大学大学院（M）
- 名古屋学院大学大学院（M・D）
- 東京福祉大学大学院（M）
- 日本福祉大学大学院（M・D）
- 京都芸術大学大学院（M）
- 帝京大学大学院（M）
- 九州医療科学大学大学院（M・D）
- 帝京平成大学大学院（M）
- 星槎大学大学院（M・D）

### 短期大学
- 近畿大学短期大学部
- 自由が丘産能短期大学
- 豊岡短期大学
- 聖徳大学短期大学部[注 2]
- 近畿大学九州短期大学
- 愛知産業大学短期大学
- 帝京短期大学

## 協会役員
（2025年3月28日現在）
| 役職   | 氏名       | 現職名                                   | 備考     |
| ------ | ---------- | ---------------------------------------- | -------- |
| 会長   | 小原芳明   | 学校法人玉川学園 理事長                  | [ 注 3 ] |
| 理事長 | 高橋陽一   | 武蔵野美術大学 教授                      |          |
| 理事   | 前埜英明   | 法政大学通信教育部長                     |          |
| 理事   | 大屋雄裕   | 慶應義塾大学通信教育部長                 |          |
| 理事   | 森光       | 中央大学通信教育部長                     |          |
| 理事   | 飯田文子   | 日本女子大学家政学部通信教育課程長       |          |
| 理事   | 陸亦群     | 日本大学通信教育部長                     |          |
| 理事   | 佐久間裕之 | 玉川大学教育学部長                       |          |
| 理事   | 中西正泰   | 佛教大学生涯学習部長                     |          |
| 理事   | 世耕石弘   | 近畿大学通信教育部長                     |          |
| 理事   | 板野和彦   | 明星大学通信教育課程長                   |          |
| 理事   | 吉川成司   | 創価大学通信教育部長・教職研究科長       |          |
| 理事   | 池内健治   | 自由が丘産能短期大学学長                 |          |
| 理事   | 宮﨑晋一   | 愛知産業大学通信教育部長                 |          |
| 理事   | 範國将秀   | 京都芸術大学通信教育課程事務局長         |          |
| 理事   | 冲永寛子   | 帝京平成大学学長                         |          |
| 理事   | 越野一博   | 北海道情報大学通信教育部長               |          |
| 理事   | 織作峰子   | 大阪芸術大学通信教育部長                 |          |
| 理事   | 川並弘純   | 聖徳大学理事長・学長                     |          |
| 理事   | 塩見渉     | 日本福祉大学学園事務局長                 |          |
| 理事   | 吉川民仁   | 武蔵野美術大学通信教育課程長             |          |
| 理事   | 三浦剛     | 東北福祉大学通信教育部長                 |          |
| 理事   | 飯尾良英   | 中部学院大学人間福祉学部長               |          |
| 理事   | 渾川聡     | 東京福祉大学副学長・通信教育部長         |          |
| 理事   | 尾澤重知   | 早稲田大学人間科学部通信教育課程教務主任 |          |
| 監事   | 山口将誠   | 奈良大学通信教育部事務室課長             |          |
| 監事   | 室谷雅美   | 豊岡短期大学通信教育部長                 |          |